# Brent Anderson

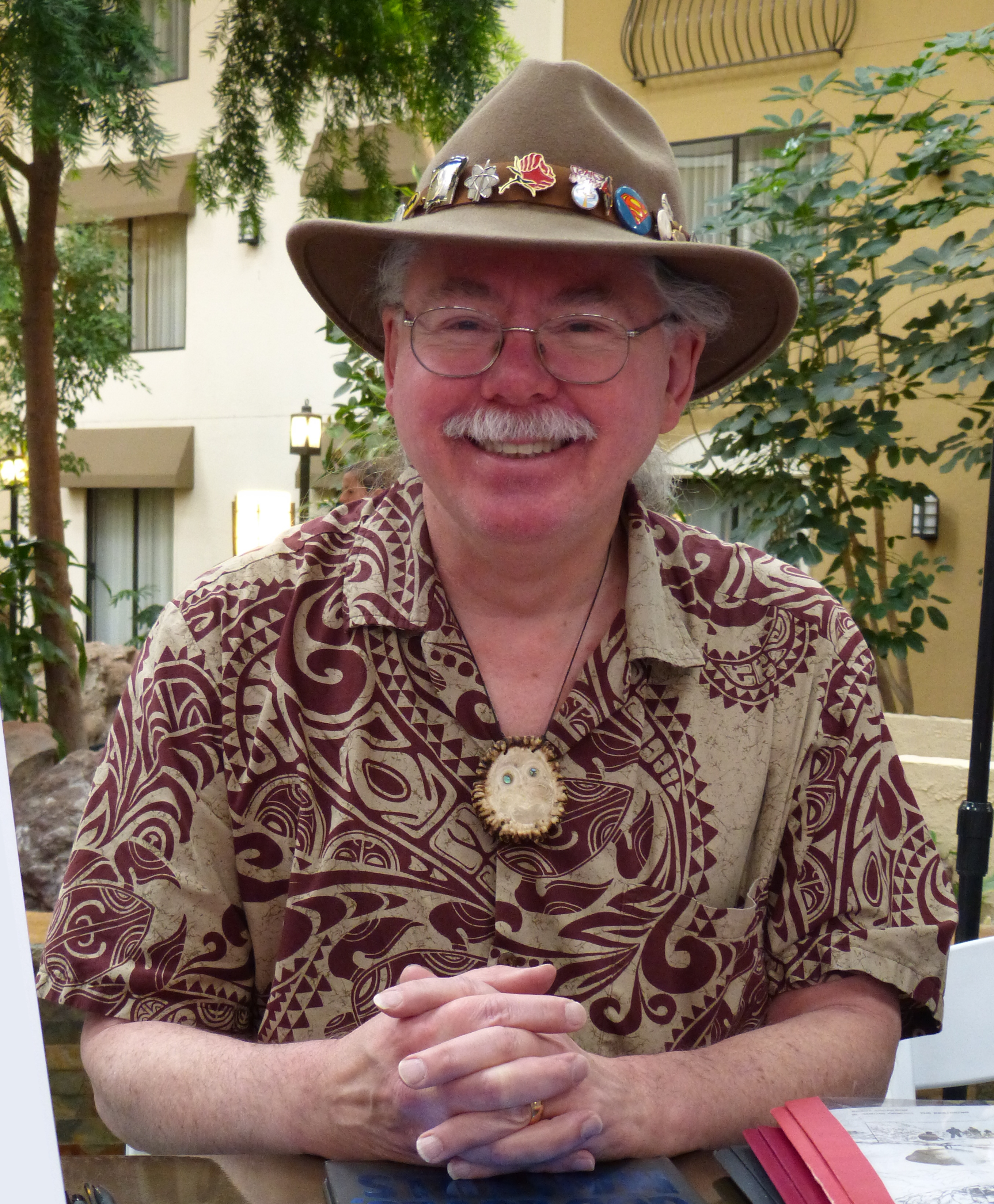
Brent Anderson, 2018

Brent Anderson (* 15. Juni 1955 in San José (Kalifornien)) ist ein US-amerikanischer Comiczeichner.
Anderson begann das Zeichnen in den 1970er Jahren für Underground- und Independent-Magazine. Seine ersten professionellen Arbeiten erschienen 1981 mit dem Dschungelhelden Ka-Zar, getextet von Bruce Jones. 1982 folgte die Heftserie God Loves, Man Kills der X-Men-Reihe. Ab 1986 zeichnete er die Science-Fiction-Serie Strikeforce: Morituri. 1987 erschien der Krimi Somerset Holmes. Seit 1995 ist Anderson der feste Zeichner der Heftinhalte der von Kurt Busiek erdachten und geschriebenen Reihe Astro City, die bis heute (zwischenzeitlich unregelmäßig) erscheint, wobei die Coverabbildungen der Serie von Alex Ross stammen. Die von J. Michael Straczynski erdachte und geschriebene Maxiserie Rising Stars übernahm Anderson im Jahr 2001 mit Heft 15 und zeichnete sie bis zu ihrem Ende mit Heft 24 im Jahr 2005. 2006 folgte die von Fiona Avery geschriebene fünfteilige Miniserie Rising Stars: Untouchable.